# Instituto de Investigação Agrária de Moçambique
Predefinição:IIAM
O Instituto de Investigação Agrária de Moçambique (IIAM) é uma instituição subordinada ao Ministério da Agricultura e Desenvolvimento Rural (MADER), criada pelo Decreto 47/2004, de 27 de Outubro, do Conselho de Ministros. O IIAM congrega várias áreas de pesquisa agrária e resulta da necessidade de integração de esforços, bem como a racionalização e complementaridade de recursos e acções no tocante à pesquisa, desenvolvimento e disseminação de tecnologias agrárias em Moçambique.

## Atribuições e Funções
- Apoio científico, técnico e administrative ao MASA e demais órgãos e instituições da administração pública com funções de formulação e coordenação da política agr’aria e da política de ciência e tecnologia relativa ao sector agrário;
- Investigação nas áreas de ciências agronómicas, florestais e animais, sociologia e economia rurais e agro-negócios, compreendidas no âmbito da actuação do MASA;
- Actividades de produção, documentação, formação, difusão e transferência de conhecimento técnico científico no sector agrário.

## Visão
Ser uma organização de investigação e inovação de excelência, dinâmica e motivada, que contribua para a satisfação das necessidades alimentares, desenvolvimento do agro-negócio e uso sustentável dos recursos naturais.

## Missão
Gerar conhecimento e soluções tecnológicas para o desenvolvimento sustentável do agronegócio e a segurança alimentar e nutricional.

## Estrutura Orgânica
Estrutura OrgânicaO IIAM está estruturado em unidades de nível central e local. A nível central o IIAM tem uma Direcção Geral e 4 Direcções Técnicas: Direcção de Agronomia e Recursos Naturais (DARN); Direcção de Ciências Animais (DCA); Direcção de Formação, Documentação e Transfrência de Tecnologia (DFDTT); e Direcção de Planificação, Administração e Finanças (DPAF). A nível local, as unidades experimentais (campos, laboratórios, postos e estações) do IIAM agrupam-se em 4 Centros Zonais: Centro Zonal Sul (CZS); Centro Zonal Centro (CZC); Centro Zonal Nordeste (CZNordeste); e Centro Zonal Noroeste (CZNoroeste).
A sede do IIAM e as suas unidades de nível central localizam-se na cidade de Maputo. As sedes das unidades de nível local localizam-se em Lichinga, Nampula, Chimoio e Chókwè, respectivamente, para o Centro Zonal Noroeste, Centro Zonal Nordeste, Centro Zonal Centro e Centro Zonal Sul.

## Acções de Pesquisa
- Raízes e tubérculos,
- Leguminosas de grão,
- Cereais,
- Hortícolas,
- Culturas industriais,
- Fruteiras,
- Protecção de plantas,
- Pedologia,
- Agrohidrologia,
- Agrometeorologia,
- Florestas,
- Alimentação e nutrição animal,
- Diagnóstico e controlo de doenças,
- Reprodução animal,
- Melhoramento genético e preservação das raças nativas, e
- Produção de leite e seus derivados.

## Serviços Prestados
- Produção de vacinas,
- Diagnóstico de doenças,
- Inseminação artificial,
- Controle de qualidade de alimentos,
- Análise de solos, plantas e água,
- Cartografia,
- Produção de plantas e cultura de tecidos
- Taxonomia vegetal,
- Documentação, Formação e Transferência de Tecnologias,
- Estudos de diagnóstico, adopção, rentabilidade, e impacto sócio-económico das tecnologias agrárias.